# نسب (تطور)

شجرة المحتد

النسب في التطور هو تعاقب الأنواع والذي يكون خط نسب؛ كل نوع هو نتيجة مباشرة للانتواع لسلف نوع مباشر. النسب هو فرع في شجرة الحياة التطورية. تحدد الانساب التطورية عادة عن طريق استخدام تقنية النظاميات الجزيئية. دائما ما تصور الانساب كأفرع لشجرة المحتد؛ فعلى سبيل المثال تظهر الشجرة الموجودة بالصورة نشعب الحياة إلى ثلاثة أنساب مبكرة: البكتيريا والعتائق وحقيقيات النوى.